# Gutshaus Warchau
Das Gutshaus Warchau (auch Herrenhaus) ist das zum ehemaligen Rittergut Warchau gehörende Herrenhaus im zu Rosenau gehörenden Dorf Warchau im Landkreis Potsdam-Mittelmark im äußersten Westen des Landes Brandenburg. Es ist als Baudenkmal ausgewiesen. Zum Baudenkmal gehören ebenfalls die angebauten Nebengebäude und der Gutspark. Mit seinen Aufbauten aus dem späten 19. Jahrhundert wird es dem Heimatstil zugerechnet.

## Geschichte

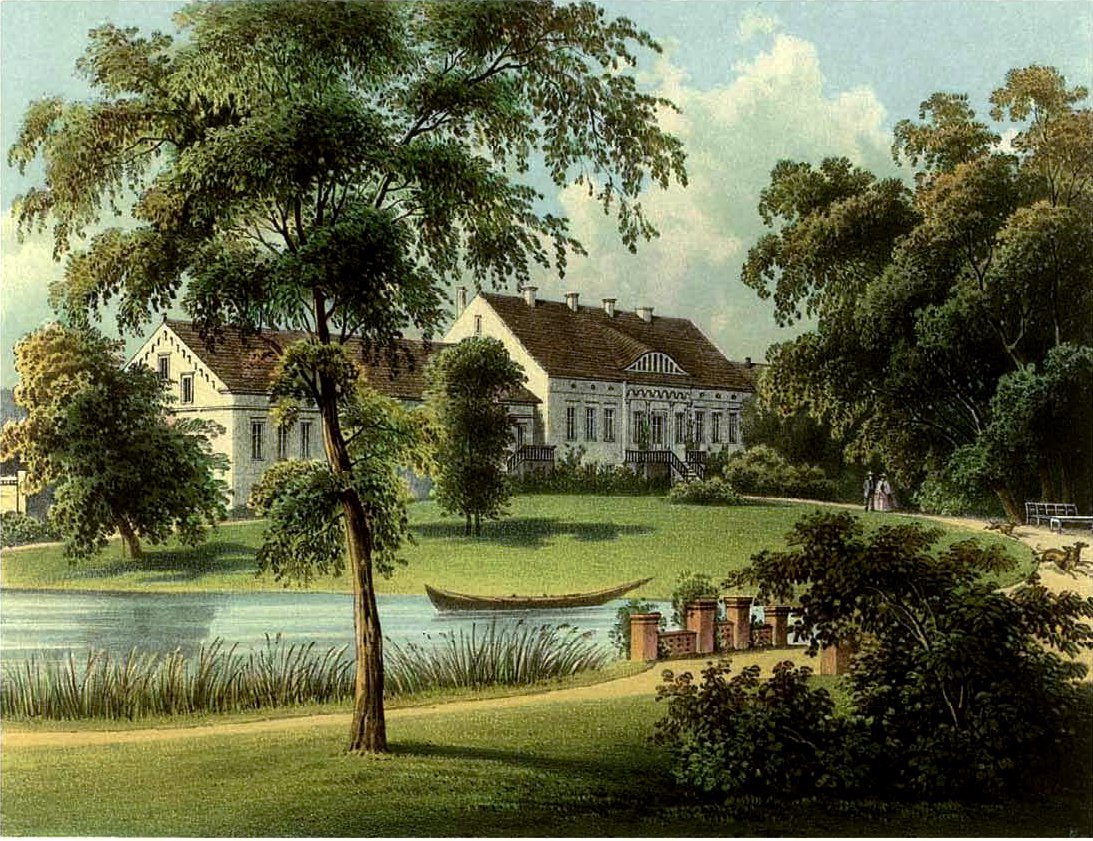
Rittergut Warchau um 1860, Sammlung Alexander Duncker

Seit dem 15. Jahrhundert war die Familie von Schildt Besitzer eines beziehungsweise zweier Rittergüter. Sie erhielt es als Lehen vom Erzbischof von Magdeburg Johann von Pfalz-Simmern. Nach 1650 ließ Chrysostomus von Schildt das Gutshaus im Stil des Barock erbauen. Im Jahr 1820 kamen beide Rittergüter in Warchau an die Familie von Britzke. Diese ließ das bestehende Herrenhaus nach 1871 um einen Holzfachwerkaufbau im historistischen Heimatstil erweitern und erfolgreich Landwirtschaft betrieb. Namhafte Vertreter dieses Adelsgeschlechts vor Ort waren Bernhard Adolf Franz von Britzke, liiert mit Ida von Ziegler, dann deren Sohn Friedrich von Britzke mit seiner Ehefrau Lucie von Pieschel-Altenplatow sowie deren ältester Sohn Bernhard von Britzke, verheiratet mit in zweiter Ehe mit Franziska von Lübeck. Gutserbe wurde Bernhard jun. von Britzke, der 1941 im Krieg starb. Die jeweiligen Gutsbesitzer übernahmen auch Aufgaben als Kommunalpolitiker und stellten den Kirchenpatron.
Bis 1945 blieben Rittergut und Gutshaus im Besitz der Familie von Britzke. Nach dem Zweiten Weltkrieg wurde das Gutshaus samt Ländereien mit einer Fläche von 764 Hektar im Zuge der Bodenreform durch die sowjetische Verwaltung enteignet. Die Ländereien wurden unter landloser und landarmer Bevölkerung aufgeteilt. Das Gutshaus und Nebengebäude wurden als Wohngebäude und als Kindergarten genutzt. Aufgrund ausgebliebener Sanierungen sind die Gebäude in einem schlechten Zustand und sollen an private Investoren verkauft werden.

## Bauwerke

### Gutshaus

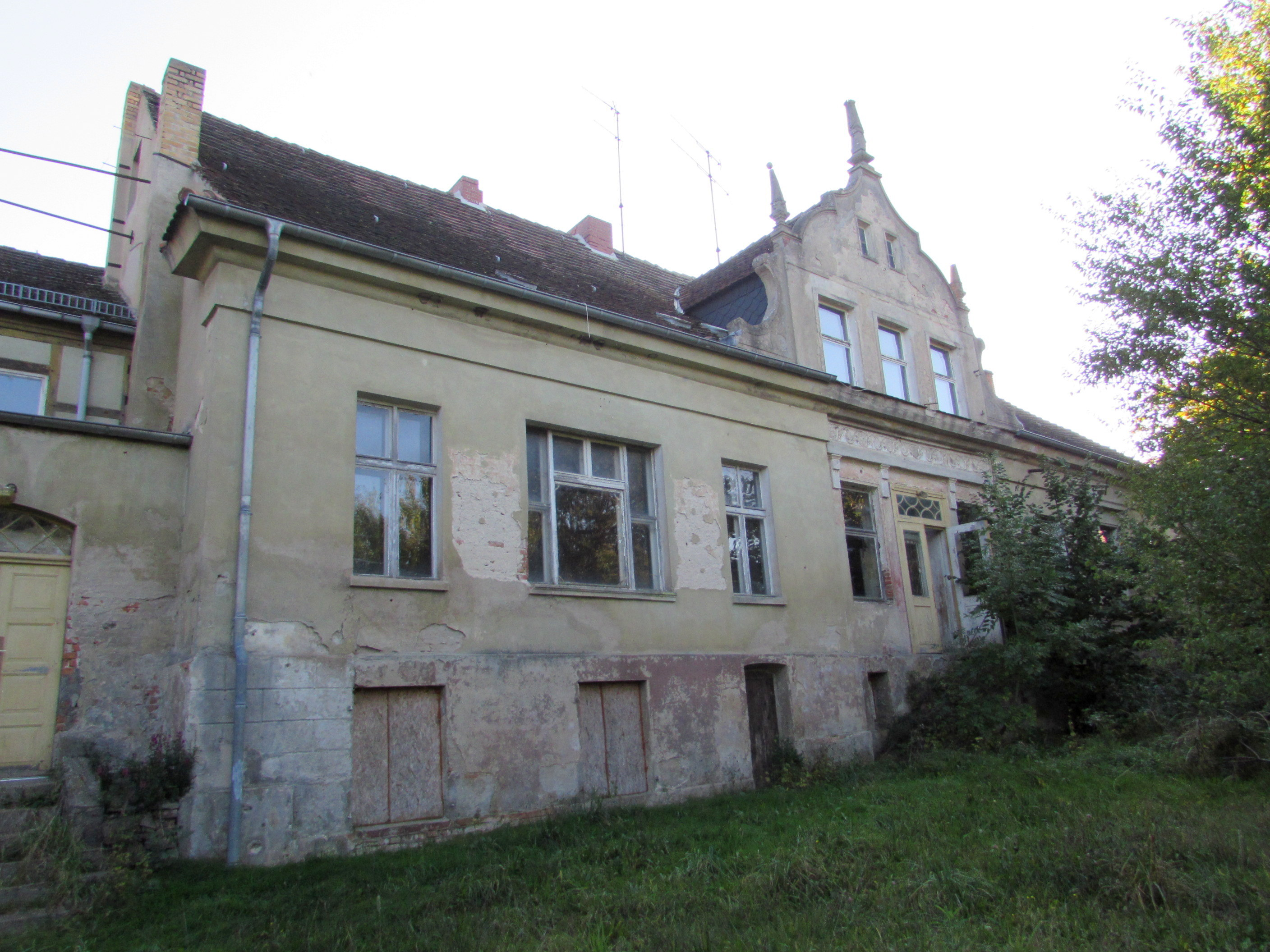
Die Nordfassade des Gutshauses

Das zweistöckige Gutshaus steht nach Süden traufständig an der Warchauer Dorfstraße 83. Das Gebäude besitzt einen Sockel, der noch teilweise einen Quaderputz zeigt. In ihm befinden sich einige rechteckige Kellerfenster. Das barocke Untergeschoss ist grau verputzt. Über einen einseitigen seitlichen Aufgang ist das zentrale Portal zu erreichen. Die Tür ist zweiflügelig mit einem Oberlicht. Das Portal ist vorspringend umrandet und ist mit einem klassischen Dreiecksgiebel überdacht. Beidseits dieses Giebels befindet sich ein Relief, das sich bis über die ersten Fenster zieht. Die beidseits zweiten Rechteckfenster befinden sich in leichten Vorsprüngen aus der Flucht. Diese und die seitlich des Hauptportals ersten Fenster besitzen gerade Überdachungen, die auf Konsolen ruhen. Die Oberkanten diese Überdachungen und die Unterkante des Dreiecksgiebels über dem Portal bilden mit einer schlichten Gesimskante eine horizontale Linie.
Der Aufbau mit dem Obergeschoss ist weitgehend mit Holzfachwerk gestaltet. Zentral über dem Südportal und den mittleren Fenstern befindet sich eine auffällige Loggia mit zwei Säulen. Diese Loggia weist kein Fachwerk auf und besitzt einen kombinierten Schweif- und Stufengiebel in dem zentral ein Ochsenauge eingearbeitet wurde. Seitlich der Loggia gibt es beidseits Fenster, die deutlich niedriger als jene im Untergeschoss gestaltet sind. Die Fenster wurden in einem mit Holzfachwerk konstruierten Bereich eingearbeitet. Oberhalb dieses und der Fenster befindet sich ein hölzernes Traufgesims. Unterhalb gibt es eine weitere schmale Dachschräge mit drei Lagen Biberschwänzen. Gleiches befindet sich unterhalb der Loggia. Diese schmalen Dachschrägen bilden eine zweite Traufe. Das zugehörige Traufgesims ist steinern.
An den Seiten der Südfassade wurden im Obergeschoss auffällige Fachwerkerker angebracht. Der westliche besitzt ein Walmdach und in der südwestlichsten Ecke einen turmartigen Aufsatz. Dieses Türmchen hat ein Zeltdach, welches stumpf endet und auf dem eine Laterne mit Haube aufgebracht wurde. Der östliche Erker hat einen überkragenden Dreiecksgiebel. Beide Erker werden von hölzernen und geschnitzten Konsolen getragen.
Die Fassade der Nordseite zum ehemaligen Gutshof beziehungsweise zum Gutspark ist beim Umbau im 19. Jahrhundert weniger verändert worden. Ein zentrales Portal wird über eine Freitreppe erreicht. Über dem Portal und den seitlich angrenzenden Fenstern befindet sich eine verzierte Überdachung, die ebenfalls von Konsolen getragen wird. Darüber gibt es ein Zwerchhaus mit einem Schweifgiebel als Teil des Obergeschosses. Holzfachwerk wurde auf dieser Hausseite nicht verbaut. Das Dach des Gebäudes ist mit Biberschwänzen eingedeckt. An den Giebelseiten wurden Nebengebäude angebaut.